# Club 57
Club 57 é uma série de língua espanhola produzida pela Nickelodeon e pela Rainbow SpA. A série estreou na Rai Gulp na Itália em 15 de abril de 2019, seguido de sua estreia na América Latina.
No Brasil e na  América Latina a primeira temporada foi exibida originalmente de 6 de maio a 26 de julho de 2019 simultaneamente. Em Portugal, a série estreou em 30 de setembro no canal Biggs. As filmagens ocorreram em Bari, na Itália, e em Miami, Flórida.
No dia 18 de outubro de 2019, a série foi disponibilizada na íntegra pela plataforma Netflix.
Em 22 de janeiro de 2020, a série foi oficialmente renovada pela Viacom para uma segunda temporada.
As gravações da segunda temporada de Club 57, começaram em novembro de 2020, e terminaram no dia 27 de maio de 2021. As gravações deveriam ter iniciado em março de 2020, mas por causa da Pandemia de COVID-19, as gravações foram adiadas para novembro.
A segunda temporada estreou no dia 14 de junho de 2021 na tv, e no dia 11 do mesmo mês, teve uma pré-estreia do primeiro episódio no canal do YouTube da Nickelodeon.

## Produção

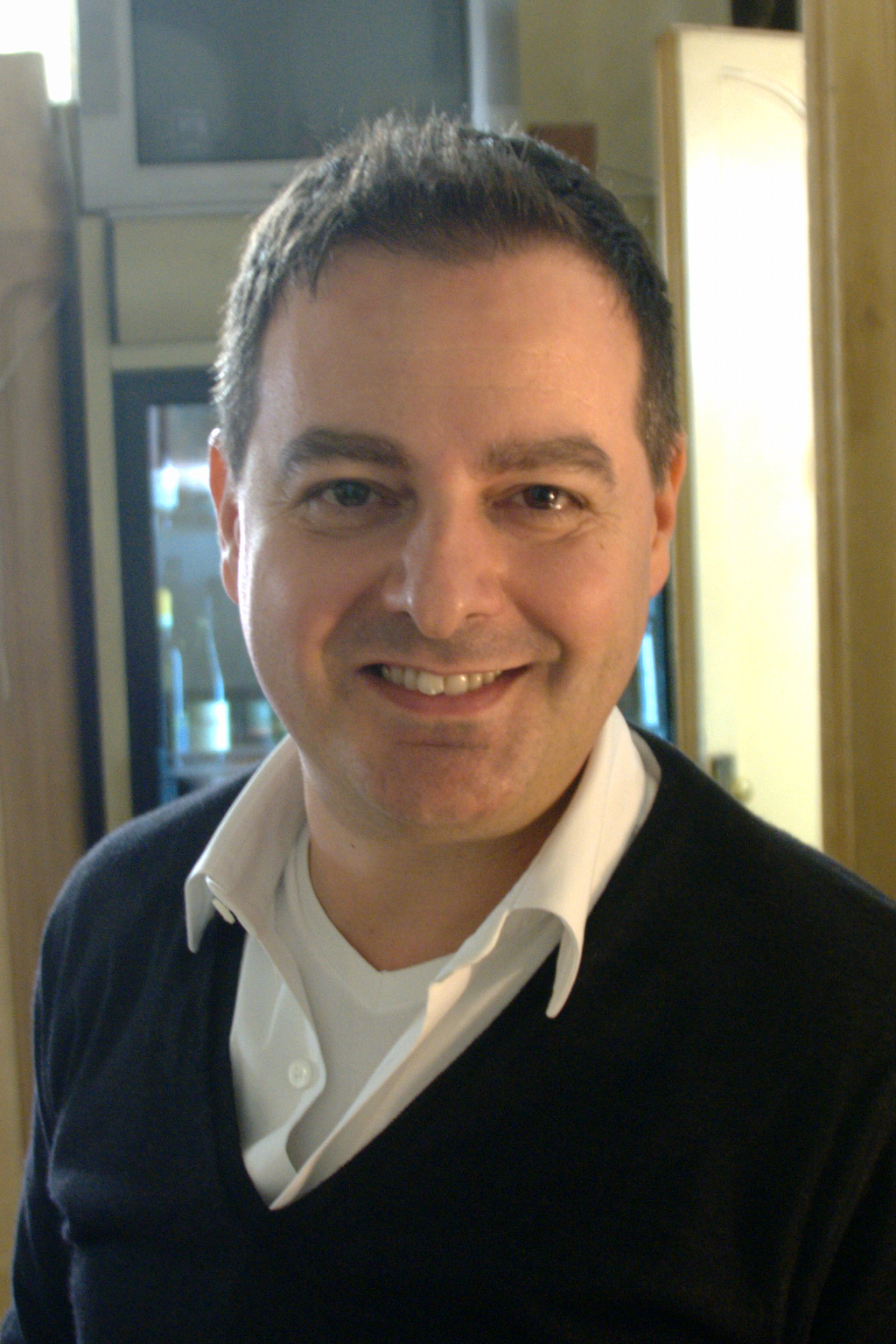
Iginio Straffi, o produtor da série

A primeira temporada da série recebeu luz verde depois que Iginio Straffi se reuniu com outros criadores da Nickelodeon. Straffi queria co-desenvolver outra série com a Nickelodeon após Winx Club. Ele assistiu a um episódio piloto não transmitido do Club 57, que foi filmado no estúdio da Viacom em Miami em 2016. Straffi se interessou pelo conceito e, sob sua direção, o protagonista masculino do programa (JJ) foi escrito como um imigrante italiano. A criadora da série, Catharina Ledoboer, trabalhou em estreita colaboração com a equipe italiana em todos os aspectos da produção para adaptar a série ao público europeu. Iginio Straffi trouxe muitos de seus ex-membros da produção de Winx Club para trabalhar em Club 57, incluindo a maior parte da equipe de roteiristas e de design.
Os primeiros sessenta episódios se desenrolaram ao longo de um período de seis meses, começando na região da Apúlia , na Itália, em setembro de 2018, e continuando em Miami, Flórida. Durante as filmagens, os membros do elenco estudaram filmes da década de 1950 para representar com precisão o período de tempo. Riccardo Frascari, um falante nativo de italiano, aprendeu a língua espanhola por seu papel como JJ. A música da série foi composta pelo pai de Evaluna Montaner, Ricardo Montaner; seus irmãos, Mau e Ricky Montaner; e seu agora marido, Camilo Echeverry. Club 57 estreou com altas classificações, tornando-se o programa de maior audiência em seu horário no Telecom da Viacom em maio de 2019.
É co-produzido pela Nickelodeon e Rainbow Group (ambas empresas da Viacom International). Na Itália, é transmitido pela RAI. Ele é criado e escrito por Catharina Ledeboer, que tem escrito outras séries da Nickelodeon, tais como Every Witch Way, WITS Academy e Talia in the Kitchen. As filmagens começaram em setembro de 2018 na Apúlia, Itália, e mais tarde em Miami.
No total, mais de 2.700 minutos de filmagem foram filmados em 118 dias de filmagem. Depois de terminar a primeira temporada, Iginio Straffi falou sobre as produções em andamento de Rainbow e Nickelodeon e disse: "O conhecimento da Rainbow e o conhecimento da Nickelodeon são muito complementares; a sensibilidade dos americanos ao nosso toque europeu."

## Exibição

#### Reprises na Nickelodeon Brasil
A Nickelodeon BR reprisou a primeira temporada da trama de 7 de outubro de 2019 a 24 de janeiro de 2020 às 21:00 da noite.  A reprise teve 3 interrupções nesse período: Na semana de 28 de outubro a 1 de novembro de 2019 a reprise foi paralisada para dar espaços aos especiais de Halloween da Nick, retornando normalmente em 4 de novembro. Nos dias 25 a 29 de novembro houve uma nova pausa na exibição de sua reprise, voltando a ser exibida no dia 2 de dezembro. Em 23 de dezembro de 2019 a reprise foi novamente paralisada devido aos especiais de fim de ano da Nick, retornando apenas no dia 6 de janeiro, desta vez ficando 2 semanas fora do ar.
Foi reprisada pela segunda vez pela Nickelodeon Brasil de 3 de agosto a 23 de outubro de 2020 às 09:00 da manhã.

#### Exibição na TV Cultura
A sua estreia na televisão aberta ocorreu de 05 de fevereiro a 28 de abril de 2020 na TV Cultura, substituindo as reprises de 'Eu Sou Franky'. A novela continuou sendo reprisada pela emissora, com uma reprise após outra.
No dia 28 de junho de 2021, Club 57 foi substituída pela série musical canadense 'The Next Step: Academia de Dança'.
De 19 de setembro de 2020 a 31 de julho de 2021, a novela ganhou um horário alternativo aos sábados as 19h.

## Enredo
O Club 57 é uma novela no estilo perfeito da década de 1950, uma emocionante história de amor entre o passado e o presente entre Eva e JJ. Uma história convincente cheia de reviravoltas em que a protagonista Eva, apaixonada pela ciência, consegue viajar no tempo e acaba parando em 1957 junto com seu irmão Rubén. Desconhecendo o que os espera, os dois garotos permanecerão presos no passado, onde irão experimentar uma série de aventuras incríveis, na tentativa de retornar ao presente sem modificá-lo com suas ações.

### 1ª Temporada
Nascida da engenhosidade do avô de Eva e Rubén, Manuel, a FrankenTV é um dispositivo misterioso que atrai a curiosidade de Eva e permitirá que os adolescentes viajem no tempo: é de fato naquela televisão escondida no laboratório de seu avô, que Eva passa a acompanhar as imagens de um show musical chamado Club 57, conduzido pela diva Amelia, e é nesse palco e na televisão ao vivo que os dois garotos se encontram inesperadamente dançando. Nos bastidores do Club 57, o show musical mais popular da época, Eva se apaixonará por JJ e a partir desse momento fará de tudo para ficar com ele, provocando um efeito borboleta que ameaça perturbar a vida dos protagonistas para sempre... mas Os Guardiões do Tempo, determinados a restaurar a ordem nas linhas temporais, enviarão o aprendiz Guardião Aurek para resolver a situação e trazer de volta os dois irmãos aos dias atuais. Um enredo romântico e de ficção científica cheio de eventos inesperados e saltos no tempo, cujo fio condutor é o exclusivo Club 57, um programa de televisão de música e dança que é o pano de fundo para os sonhos e paixões dos personagens.

### 2ª Temporada
Eva e Rubén distribuirão seu tempo entre 1957 e 1987, período em que os Guardiões do Caos esconderam JJ e Urso. Vero e Mercedes viajam até o presente para pedir ajuda a Eva: JJ e Urso desapareceram. No entanto, agora, eles não serão os únicos: Tiago, um colega brilhante, mas rebelde, desenvolveu sua própria tecnologia para viajar no tempo. Mesmo que não goste de Tiago, Eva precisa dele para encontrar uma maneira de ficar com JJ, sem quebrar a dimensão espaço-tempo e causar o caos no universo... novamente. Em 1987, JJ é apresentador do Club 87 e um famoso VJ da MTV e Urso é seu produtor.

## Elenco

### Personagens principais
| Ator/Atriz                    | Personagem            | Temporadas                | Temporadas                |
| Ator/Atriz                    | Personagem            | 1                         | 2                         |
| ----------------------------- | --------------------- | ------------------------- | ------------------------- |
| Evaluna Montaner de Echeverry | Eva Maria Garcia      | Protagonista              | Protagonista              |
| Sebastián Silva               | Rubén Garcia          | Protagonista              | Protagonista              |
| Riccardo Frascari             | JJ Fontana            | Protagonista              | Protagonista              |
| Carolina Mestrovic            | Verônica "Verô" Salem | Antagonista               | Antagonista               |
| Martín Barba                  | Aurek                 | Protagonista              | Mencionado                |
| Santiago Achaga               | Tiago                 | Ausente                   | Co-protagonista           |
| Isabella Castillo             | Amelia Maria Rivera   | Co-protagonista principal | Co-protagonista principal |
| Andrés Mercado                | Manuel Díaz           | Co-protagonista principal | Co-protagonista principal |
| Fefi Oliveira                 | Mercedes              | Co-protagonista principal | Co-protagonista principal |
| Fefi Oliveira                 | Delaila               | Co-antagonista            | Co-protagonista           |

### Personagens secundários
| AtorAtriz              | Personagem                              | Temporadas      | Temporadas      |
| AtorAtriz              | Personagem                              | 1               | 2               |
| ---------------------- | --------------------------------------- | --------------- | --------------- |
| Jonathan Jose Quintana | Miguel                                  | Co-antagonista  | Co-protagonista |
| Jonathan Jose Quintana | Droide (Voice-Over Original (Espanhol)) | Co-protagonista | Co-protagonista |
| Laura Rosguer          | María del Carmen "Macarena/Maca"        | Co-antagonista  | Co-antagonista  |
| Simoné Marval          | Isabel "Isa"                            | Co-antagonista  | Co-antagonista  |
| Angela Rincón          | Sofía                                   | Co-antagonista  | Co-antagonista  |
| Angela Rincón          | "Sofea / Sofi"                          | Co-antagonista  | Co-protagonista |
| Martina Lavignasse     | Diana                                   | Co-protagonista | Co-protagonista |
| Gael Sanchez           | César Galvão                            | Co-protagonista | Mencionado      |
| Jorge Rodriguez        | Renê                                    | Co-protagonista | Mencionado      |
| Luis Mayer             | Xavier                                  | Co-protagonista | Mencionado      |
| Gabo Lopez             | Urso                                    | Co-protagonista | Co-protagonista |
| Gabo Lopez             | Barba Negra                             | Co-antagonista  | Ausente         |
| Mauricio Novoa         | Tchelo                                  | Co-protagonista | Mencionado      |
| Adriano Zendejas       | Victor                                  | Antagonista     | Ausente         |
| Frank Fernández        | André                                   | Co-antagonista  | Ausente         |
| Jesus Nasser           | Fernando                                | Co-antagonista  | Ausente         |
| Santiago Bidart        | Abel                                    | Co-antagonista  | Ausente         |
| Martha Picanes         | Verônica Salem (2019) "Dama dos Gatos"  | Co-antagonista  | Mencionado      |
| Valeria Arena          | Camila Fontana                          | Co-protagonista | Participação    |
| Arianna Gambaccini     | Professora                              | Co-protagonista | Ausente         |
| Vanessa Blandón        | Helena                                  | Co-protagonista | Ausente         |
| Xavier Coronel         | Manuel Díaz (2019) "Avô/Nôno"           | Co-protagonista | Co-protagonista |
| Carlota Bizzo          | Francesca                               | Co-protagonista | Mencionado      |
| Lorenzo Maida          | Nico                                    | Co-protagonista | Ausente         |
| Eduardo Ibarrola       | Senhor Luis                             | Co-protagonista | Ausente         |
| Mateo Gerdes           | Martín Garcia                           | Co-protagonista | Ausente         |
| Blas Roca Rey          | Lorenzo Fontana                         | Co-protagonista | Ausente         |
| Johann Vera            | Nero                                    | Ausente         | Antagonista     |
| Carolina Angarita      | Cecilia                                 | Ausente         | Co-antagonista  |
| Isabella Barragán      | Sara                                    | Ausente         | Co-antagonista  |
| Daniella Perez         | Karina                                  | Ausente         | Co-protagonista |
| Nataly Vasquez         | Maria Antonieta                         | Ausente         | Co-protagonista |
| Adrián Amayo           | Augusto                                 | Ausente         | Co-protagonista |
| Adrián Amayo           | Aurelio                                 | Ausente         | Co-antagonista  |
| Juan F. Rodríguez      | Professor Padilha                       | Ausente         | Recorrente      |

### Participações especiais
| Ator/Atriz          | Personagem                 | Temporadas   | Temporadas   |
| Ator/Atriz          | Personagem                 | 1            | 2            |
| ------------------- | -------------------------- | ------------ | ------------ |
| Maia Reficco        | Kally Ponce                | Participação | Ausente      |
| Katie Angel         | Jessica Renata             | Participação | Ausente      |
| Lola Ponce          | Donna Fontana              | Participação | Ausente      |
| Pasquale Cornacchia | Leonardo da Vinci          | Participação | Ausente      |
| Andrea Nocetti      | Mãe da Eva                 | Participação | Ausente      |
| N/A                 | Mercedes (2019)            | Participação | Ausente      |
| N/A                 | Amelia Maria Rivera (2019) | Participação | Ausente      |
| N/A                 | Isaac Newton               | Ausente      | Participação |
| Pipe Arcila         | Danilo                     | Ausente      | Participação |
| Sebastián Moya      | Simón Bolivar              | Ausente      | Participação |

## Episódios
| Temporada | Temporada | Episódios | Episódios | Exibição original na América Latina | Exibição original na América Latina | Exibição no Brasil     | Exibição no Brasil    | Exibição em Itália  | Exibição em Itália | Exibição em Portugal   | Exibição em Portugal   |
| Temporada | Temporada | Episódios | Episódios | Estreia                             | Final                               | Estreia                | Final                 | Estreia             | Final              | Estreia                | Final                  |
| --------- | --------- | --------- | --------- | ----------------------------------- | ----------------------------------- | ---------------------- | --------------------- | ------------------- | ------------------ | ---------------------- | ---------------------- |
|           | 1         | 60        | 60        | 6 de maio de 2019                   | 26 de julho de 2019                 | 6 de maio de 2019      | 26 de julho de 2019   | 15 de abril de 2019 | 4 de junho de 2020 | 30 de setembro de 2019 | 20 de dezembro de 2019 |
|           | 2         | 60        | 30        | 14 de junho de 2021                 | 23 de julho de 2021                 | 14 de junho de 2021    | 23 de julho de 2021   | ASA                 | ASA                | 27 de dezembro de 2021 | 4 de fevereiro de 2022 |
|           | 2         | 60        | 30        | 13 de setembro de 2021              | 22 de outubro de 2021               | 13 de setembro de 2021 | 22 de outubro de 2021 | ASA                 | ASA                | 7 de fevereiro de 2022 | 18 de março de 2022    |

## Músicas

### Álbums e Singles
Listagem de todos os álbums e singles da série.
| Música                         | Intérprete(s)                                        | Duração      | Lançamento             |
| 1ª temporada                   | 1ª temporada                                         | 1ª temporada | 1ª temporada           |
| ------------------------------ | ---------------------------------------------------- | ------------ | ---------------------- |
| El Tiempo Corre Al Revés       | • Evaluna Montaner de Echeverry                      | 2:17         | 24 de Dezembro de 2018 |
| Algo Bueno Va a Pasar          | • Evaluna Montaner de Echeverry • Fefi Oliveira      | 2:57         | 28 de Junho de 2019    |
| Canta y No Pares               | • Evaluna Montaner De Echeverry                      | 3:15         | 16 de Maio de 2019     |
| Te Regalo la Luna              | • Riccardo Frascari                                  | 3:58         | 22 de Maio de 2019     |
| Tan Sola                       | • Sebastián Silva                                    | 2:33         | 29 de Maio de 2019     |
| Cuando Te Enamores de Mí       | • Evaluna Montaner de Echeverry                      | 3:04         | 8 de Maio de 2019      |
| Malalala                       | • Carolina Mestrovic                                 | 2:41         | 31 de Maio de 2019     |
| Ladrona                        | • Evaluna Montaner De Echeverry • Carolina Mestrovic | 2:57         | 20 de Maio de 2019     |
| Club 57                        | • Isabella Castillo                                  | 2:28         | 8 de Maio de 2019      |
| Bailando En La Lluvia          | • Evaluna Montaner de Echeverry • Riccardo Frascari  | 2:58         | 11 de Junho de 2019    |
| Deshojo La Margarita           | • Riccardo Frascari                                  | 3:17         | 17 de Maio de 2019     |
| Me Va a Extrañar               | • Evaluna Montaner De Echeverry                      | 4:29         | 22 de Maio de 2019     |
| Aliviame                       | • Evaluna Montaner de Echeverry                      | 3:27         | 26 de Julho de 2019    |
| Concierto de Silencios         | • Isabella Castillo • Andrés Mercado                 | 3:36         | 14 de Junho de 2019    |
| Baby Baby                      | • Riccardo Frascari                                  | 3:38         | 8 de Novembro de 2019  |
| 2ª temporada                   |                                                      |              |                        |
| Tu Cuentas Conmigo             | • Evaluna Montaner de Echeverry • Elenco de Club 57  | 2:54         | 28 de Maio de 2021     |
| Nadie Como Yo                  | • Riccardo Frascari                                  | 2:39         | 18 de Junho de 2021    |
| Cupido                         | • Sebastián Silva • Angela Rincón                    | 2:56         | 21 de Junho de 2021    |
| Te Digo Adiós                  | • Fefi Oliveira                                      | 3:12         | 29 de Junho de 2021    |
| Mejor Perderte Que Encontrarte | • Evaluna Montaner De Echeverry • Carolina Mestrovic | 2:13         | 2 de Julho de 2021     |
| Club 87                        | • Carolina Mestrovic • Riccardo Frascari             | 2:10         | N/A                    |
| Vuelvo a Enamorarme            | • Elenco de Club 57                                  | 2:57         | 12 de Julho de 2021    |
| Ya Nada Nos Separa             | • Evaluna Montaner De Echeverry • Sebastián Silva    | 2:38         | 13 de Julho de 2021    |
| Podemos Ser Amigos             | • Evaluna Montaner De Echeverry • Santiago Achaga    | 2:30         | 23 de Julho de 2021    |
| Muchacha Solitaria             | • Evaluna Montaner De Echeverry                      | 3:41         | 3 de Setembro de 2021  |
| Luna Para Ti                   | • Evaluna Montaner De Echeverry • Riccardo Frascari  | 3:32         | 10 de Setembro de 2021 |
| Eva                            | • Riccardo Frascari                                  | 2:34         | 14 de Setembro de 2021 |
| Mar de Llanto                  | • Evaluna Montaner De Echeverry                      | 3:48         | 22 de Outubro de 2021  |
| El Tiempo Corre Al Revés       | • Evaluna Montaner de Echeverry                      | 2:17         | 24 de Dezembro de 2018 |

Versão Brasileira / Portuguesa
| Música                   | Intérprete(s)                   | Duração      | Lançamento          |
| 1ª temporada             | 1ª temporada                    | 1ª temporada | 1ª temporada        |
| ------------------------ | ------------------------------- | ------------ | ------------------- |
| Não Tenho Tempo a Perder | • Evaluna Montaner De Echeverry | 2:17         | 7 de Junho de 2019  |
| Não Vai Me Achar         | • Evaluna Montaner de Echeverry | 4:28         | 24 de Julho de 2019 |
| Vem Me Aliviar           | • Evaluna Montaner de Echeverry | 3:27         | 26 de Julho de 2019 |

Versão Italiana
| Música                      | Intérprete(s)                                                       | Duração      | Lançamento             |
| 1ª temporada                | 1ª temporada                                                        | 1ª temporada | 1ª temporada           |
| --------------------------- | ------------------------------------------------------------------- | ------------ | ---------------------- |
| Corro Nel Tempo da Te       | • Evaluna Montaner De Echeverry                                     | 2:17         | 24 de Dezembro de 2018 |
| Qualche Cosa Cambierà       | • Evaluna Montaner De Echeverry • Fefi Oliveira • Riccardo Frascari | 2:57         | 20 de Dezembro de 2019 |
| Canta e Non Fermarti        | • Evaluna Montaner De Echeverry                                     | 3:48         | 15 de Maio de 2019     |
| Ti Regalo la Luna           | • Riccardo Frascari                                                 | 3:58         | 24 de Maio de 2019     |
| Quando Ti Innamorerai di Me | • Evaluna Montaner De Echeverry                                     | 3:04         | 17 de Abril de 2019    |
| Malalala (Italian Version)  | • Carolina Mestrovic                                                | 2:41         | 4 de Outubro de 2019   |
| Club 57 (Italian Version)   | • Isabella Castillo                                                 | 2:26         | 15 de Maio de 2019     |
| Ballando Sotto La Pioggia   | • Evaluna Montaner De Echeverry • Riccardo Frascari                 | 2:58         | 11 de Junho de 2019    |
| Un Petalo Dopo L'Altro      | • Riccardo Frascari                                                 | 3:16         | N/A                    |
| Gli Mancherò                | • Evaluna Montaner De Echeverry                                     | 4:28         | 22 de Maio de 2019     |
| Sei Tu / Insieme a Te       | • Evaluna Montaner De Echeverry                                     | 3:24         | 16 de Setembro de 2020 |

### Músicas e Singles Extras
| Música                    | Intérprete(s)                                                   | Retirado de / Utilizado Para         |
| Piloto                    | Piloto                                                          | Piloto                               |
| ------------------------- | --------------------------------------------------------------- | ------------------------------------ |
| Someone In The Crowd      | • Emma Stone • Callie Hernandez • Sonoya Mizuno • Jessica Rothe | La La Land: Cantando Estações (2016) |
| Making Real               | • Danny Elfman                                                  | Cinquenta Tons Mais Escuros (2017)   |
| 1ª Temporada              |                                                                 |                                      |
| Un Mundo Perfecto         | • Isabella de la Torre "La Bala"                                | Canção promocional da série          |
| 2ª Temporada              |                                                                 |                                      |
| Take On Me                | • A-ha                                                          | Música de fundo / ambientação        |
| Girls Just Wanna Have Fun | • Cyndi Lauper                                                  | Música de fundo / ambientação        |
| The Final Countdown       | • Europe                                                        | Música de fundo / ambientação        |
| Holding Out For a Hero    | • Bonnie Tyler                                                  | Música de fundo / ambientação        |
| Point of no Return        | • Exposé                                                        | Música de fundo / ambientação        |
| The Pleasure Principle    | • Janet Jackson                                                 | Música de fundo / ambientação        |

### Interpretações / Regravações
| Música                                    | Intérprete(s)                            | Duração      | Lançamento              |
| 1ª temporada                              | 1ª temporada                             | 1ª temporada | 1ª temporada            |
| ----------------------------------------- | ---------------------------------------- | ------------ | ----------------------- |
| Club 57 (Acoustic Version)                | • Isabella Castillo                      | 2:26         | 20 de Fevereiro de 2019 |
| Cuando Te Enamores de Mí                  | • Fefi Oliveira                          | 1:40         | 14 de Janeiro de 2020   |
| Deshojo La Margarita                      | • Carlota Bizzo                          | 1:55         | 28 de Fevereiro de 2020 |
| Canta e Non Fermarti                      | • Carlota Bizzo • Riccardo Frascari      | 2:53         | 12 de Julho de 2019     |
| Gli Mancherò                              | • Evaluna Montaner De Echeverry          | N/A          | N/A                     |
| Un Petalo Dopo L'Altro (Acoustic Version) | • Riccardo Frascari                      | N/A          | N/A                     |
| 2ª temporada                              |                                          |              |                         |
| Club 57                                   | • Riccardo Frascari • Carolina Mestrovic | 2:26         | N/A                     |

### Demos e Músicas Descartadas
| Música                                                 | Intérprete(s)                        | Duração | Lançamento                            |
| ------------------------------------------------------ | ------------------------------------ | ------- | ------------------------------------- |
| Baila-lo                                               | • Isabella Castillo                  | 3:39    | N/A (Descartada)                      |
| Club 57 (Demo dos Escritores/Produtores)               | • Isabella Castillo                  | N/A     | N/A (Descartada)                      |
| Club 57 (Demos de Referência)                          | • Isabella Castillo • Cynthia Nilson | 2:23    | 8 de Maio de 2019 (Versão Final)      |
| Malalala (Demo dos Escritores/Produtores)              | • Evaluna Montaner De Echeverry      | 2:42    | 31 de Maio de 2019 (Versão Final)     |
| Malalala (Demo de Referência)                          | • Carolina Mestrovic                 | 2:42    | 31 de Maio de 2019 (Versão Final)     |
| Te Regalo la Luna (Demo dos Escritores/Produtores)     | • Ricardo Montaner                   | 3:58    | 22 de Maio de 2019 (Versão Final)     |
| Te Regalo la Luna (Demo de Referência)                 | • Riccardo Frascari                  | 3:58    | 22 de Maio de 2019 (Versão Final)     |
| Algo Bueno Va a Pasar (Demo dos Escritores/Produtores) | • Evaluna Montaner De Echeverry      | 2:57    | 28 de Junho de 2019 (Versão Final)    |
| El Tiempo Corre Al Revés (Demo de Referência)          | • Evaluna Montaner De Echeverry      | 2:17    | 24 de Dezembro de 2018 (Versão Final) |

### Observações
A canção "Baila-lo" seria utilizada no "Solo da Semana" dentro do show da série, onde um personagem escolhido tem seu momento solo dentro do show. 
Posteriormente a canção foi descartada durante a produção final do seriado, sendo assim substituída pela canção original da série "Club 57", tanto para o encerramento e abertura do show, quanto para os solos. O motivo para a mudança é desconhecido, sendo direitos autorais o mais provável.
A música "Baila-lo" é uma paródia de uma das canções mais famosas da cantora e compositora norte-americana Taylor Swift, Shake It Off, com uma nova letra re-escrita em espanhol.
A canção "Club 57" também está presente no episódio piloto da série e seria utilizada como a música de abertura e encerramento do show apenas.

## Prêmios e indicações
| Ano  | Prêmio                         | Categoria                 | Candidato        | Resultado |
| ---- | ------------------------------ | ------------------------- | ---------------- | --------- |
| 2019 | Kids Choice Awards México 2019 | Ator Favorito             | Sebastián Silva  | Indicado  |
| 2019 | Kids Choice Awards México 2019 | Ator Favorito             | Ricardo Frascari | Indicado  |
| 2019 | Kids Choice Awards México 2019 | Atriz Favorita            | Evaluna Montaner | Indicado  |
| 2019 | Kids Choice Awards México 2019 | Show Favorito             | Club 57          | Indicado  |
| 2019 | Kids Choice Awards México 2019 | Ship Favorito             | Eva e JJ         | Indicado  |
| 2020 | Meus Prêmios Nick 2020         | Programa da Nick Favorito | Club 57          | Indicado  |
| 2020 | Meus Prêmios Nick 2020         | Programa de TV Favorito   | Club 57          | Indicado  |